# 白颗粒钟螺
白颗粒钟螺（学名：Kombologion alboregium），是原始腹足目钟螺科Kombologion属的一种。主要分布于台湾，常栖息在浅海沙底。